# Na mój rozkaz
Na mój rozkaz (org. Делай — раз!) – radziecki dramat obyczajowy z 1989 roku w reżyserii Andrieja Maliukowa. 

## Opis fabuły
Historia służby wojskowej młodego poborowego Gawriłowa, który trafia do armii i już w pierwszym dniu zadziera z psychopatycznym sierżantem Szypowem. Ten, chcąc mu pokazać kto rządzi, poddaje go fizycznym i psychicznym szykanom opartych na wojskowej fali. Gawriłow jest twardy i początkowo nie daje się złamać, jednak w obliczu narastającej agresji ze strony Szypowa i innych "dziadków" (żołnierzy starszych służbą) oraz współtowarzyszy czyniących go odpowiedzialnym za ciągłe poniżania i dręczenie całego oddziału, pewnej nocy włamuje się do zbrojowni, bierze "kaem" i w kotłowni, pod groźbą użycia broni zmusza Szypowa i resztę "dziadków" do robienia "pompek" – podstawowego ćwiczenia fizycznego wykorzystywanego do dręczenia młodych żołnierzy.     

## Obsada aktorska
- Jewgienij Mironow – szer. Gawriłow
- Władimir Maszkow – sierż. Szypow
- Aleksiej Burykin – szer. Bocu
- Aleksandr Domogarow – sierż. Gosza
- Siergiej Szentalinski – sierż. Stiepanow
- Aleksandr Mironow – szer. Kabanow
- Aleksandr Polkow – Artiemiew
- Władimir Smirnow – szeregowy
- Oleg Aleksandrow – "dziadek"
- Andriej Fomin – szer. Jeromienko
- Igor Marczenko – "dziadek"
- Fiodor Smirnow – kpt. Filipienko
- Walierij Troszyn – szeregowy
- Igor Wietrow – szer. Sijazow
- Aleksandr Inszakow – przywódca chuliganów
- Igor Artaszonow – dowódca plutonu
- Jewgienij Mundum – sierżant

i inni. 